# Ján Feriančík
Ján Feriančík (* 22. března 1936) je bývalý slovenský fotbalista, obránce a záložník. Po skončení aktivní kariéry působil jako trenér.

## Fotbalová kariéra
V československé lize hrál za Tatran Prešov, ČH Bratislava a Slovnaft/Inter Bratislava. Nastoupil ve 177 ligových utkáních a dal 9 gólú. Za reprezentační B-tým nastoupil ve 2 utkáních.

## Ligová bilance
| Ročník                                     | Zápasy | Góly | Klub                |
| ------------------------------------------ | ------ | ---- | ------------------- |
| Přebor československé republiky 1955       | 1      | 0    | Tatran Prešov       |
| 1. československá fotbalová liga 1956      | 7      | 0    | Tatran Prešov       |
| 1. československá fotbalová liga 1957/1958 | 22     | 2    | Tatran Prešov       |
| 1. československá fotbalová liga 1958/1959 | 21     | 5    | Tatran Prešov       |
| 1. československá fotbalová liga 1959/1960 | 10     | 0    | ČH Bratislava       |
| 1. československá fotbalová liga 1960/1961 | 25     | 0    | ČH Bratislava       |
| 1. československá fotbalová liga 1961/1962 | 13     | 2    | ČH Bratislava       |
| 1. československá fotbalová liga 1962/1963 | 19     | 0    | Slovnaft Bratislava |
| 1. československá fotbalová liga 1963/1964 | 23     | 0    | Slovnaft Bratislava |
| 1. československá fotbalová liga 1964/1965 | 13     | 0    | Slovnaft Bratislava |
| 1. československá fotbalová liga 1965/1966 | 16     | 0    | Inter Bratislava    |
| 1. československá fotbalová liga 1966/1967 | 8      | 0    | Inter Bratislava    |
| CELKEM                                     | 177    | 9    |                     |